# Franzjosef Klemm
Franzjosef Klemm (* 1. März 1883 in Köln; † Juni 1959 in Wittlaer, heute Düsseldorf) war ein deutscher Porträtmaler.

## Leben
Franzjosef Klemm besuchte von 1903 bis 1904 die Kunstgewerbeschule in Köln. Im Jahre 1904 wechselte er an die Akademie der Bildenden Künste München, wo er der Zeichenklasse von Professor Martin Feuerstein und später der Malklasse von Professor Hugo von Habermann angehörte. Gerade von Habermann konnte Klemm wichtige Impulse für seine Beschäftigung mit dem Porträtfach erhalten. Von 1909 bis 1916 setzte der Künstler seine Studien an der Düsseldorfer Akademie fort. Er besuchte die Malklasse von Eduard von Gebhardt, bei dem er schließlich Meisterschüler wurde. Bei Gebhardt versuchte Klemm, die „altmeisterliche“ Präzision in der künstlerischen Umsetzung physiognomischer Details zu erlernen. So ist das im Jahre 1914 gemalte Porträt des Dr. Rheindorf ganz vom Malduktus und der Bildauffassung Gebhardts geprägt. Wie schnell sich der Künstler von akademischer Strenge löste und zu modernerer Formgebung und Lichtführung fand, beweist eine ganz locker und spontan gemalte Ölstudie, die drei Frauen beim Kerzenziehen an einer Werkbank zeigt. Sie steht offensichtlich der spätimpressionistischen Manier eines Max Liebermann nahe. Klemms virtuose Behandlung des Technischen und sein kompositionelles Geschick kommen hier bereits deutlich zur Geltung.

### Privatleben
Franzjosef Klemm war verheiratet und lebte in Wittlaer, seiner Wahlheimat. Nahe dem Rheinufer hatte er sich zusammen mit Max Clarenbach jeweils ein repräsentatives Haus errichten lassen. Während die von Joseph Maria Olbrich entworfene Jugendstilvilla Clarenbachs nach Erbauseinandersetzungen umgebaut wurde und in fremde Hände kam, ist das Haus Klemm noch im Besitz der Familie des Künstlers.

## Werk und Rezeption
Eine im Jahre 1915 in der Kunsthalle Düsseldorf veranstaltete Kollektivausstellung darf als der Durchbruch des Künstlers bezeichnet werden. In den 1920er Jahren wurde Franzjosef Klemm mehr und mehr zum Porträtisten der Düsseldorfer Gesellschaft. Ein wichtiger Auftrag und zugleich ein besonders ambitiöses Gemälde ist das Gruppenbildnis, das anlässlich der Ausstellung GeSoLei im Jahre 1926 entstand. Dargestellt sind in diesem Bild, das sich an holländischen Gruppenkompositionen orientiert, von links nach rechts Persönlichkeiten, die für das Zustandekommen der Ausstellung verantwortlich waren: der Stadtbaudirektor Meyer, der Bürgermeister Reuter, der Beigeordnete Thelemann, der Industrielle Ernst Poensgen, Oberbürgermeister Robert Lehr, der Sozialhygieniker Arthur Schloßmann, der Bankier Robert Bürgers, der Rechtsanwalt Ernst Wilms-Posen und schließlich der ausführende Architekt des im Hintergrund als „Bild im Bilde“ erscheinenden Gebäudekomplexes mit dem Planetarium, Wilhelm Kreis.
Im Jahre 1940 waren in der Kunsthalle Düsseldorf Bildnisse und Studien von Klemm in einer zweiten großen Kollektivausstellung zu sehen, auf der auch dieses Gruppenporträt vertreten war. Die Exponate dieser Ausstellung machen deutlich, dass Klemm sich als Porträtist der rheinisch-westfälischen Großindustrie bereits etabliert hatte: Fritz Henkel, Emil Kirdorf, Peter Klöckner, Hugo Stinnes, August Thyssen und Fritz Thyssen sind in eindrucksvollen Bildnissen darauf festgehalten. Die Werke befinden sich in Museen oder Privatsammlungen. Zu den vielleicht spontansten und „intimsten“ der auf dieser Ausstellung gezeigten Porträts gehört das Bildnis des Hoffotografen Adolf Julius Söhn. Eindrucksvoll erscheint auch die Reihe der Selbstbildnisse, die das Schaffen Klemms durchziehen. Ganz besonders das Selbstporträt mit hohem Hut im Besitz des Museums Kunstpalast in Düsseldorf ist in seiner breiten pastosen Malweise und seinem an Rembrandt van Rijn geschulten Hell‑Dunkel erwähnenswert. Gerade die Selbstporträts und Selbstbildnis-Studien dienten Klemm zu einer Auseinandersetzung mit der Historie, zu einem Sichmessen mit den Großen der Vergangenheit. Auch nach dem Zweiten Weltkrieg konnte Klemm seine Position als bevorzugter Bildnismaler behaupten. Persönlichkeiten der Nachkriegszeit wie Konrad Adenauer oder Josef Kardinal Frings hielt er in lebensvollen Porträts fest.

## Ausstellungen (Auswahl)
Klemm nahm an den Kollektivausstellungen 1915 und 1940 in der Kunstakademie Düsseldorf teil, außerdem 1926 an der GeSoLei.